# Поњевићи
Поњевићи је насељено место у Босни и Херцеговини у Граду Цазину које административно припада Федерацији Босне и Херцеговине. Према попису становништва из 1991. у насељу је живело 515 становника.

## Становништво
По последњем службеном попису становништва из 1991. године, у насељу Поњевићи живело је 515 становника. Сви становници су били Муслимани. Муслимани се данас углавном изјашњавају као Бошњаци.